# Resolució 1518 del Consell de Seguretat de les Nacions Unides
La Resolució 1518 del Consell de Seguretat de les Nacions Unides fou adoptada per unanimitat el 24 de novembre de 2003. Després de reafirmar les resolucions anteriors sobre Iraq, particularment la 1483 (2003), el Consell va establir un comitè per investigar els actius eliminats del país per persones connectades a Saddam Hussein.
El Consell de Seguretat va recordar la decisió de dissoldre el Comitè establert per la Resolució 661 (1990) i per a tots els estats aplicar les obligacions derivades de la Resolució 1483. Va determinar que la situació a l'Iraq, encara que millorada, continuava constituint una amenaça per a la pau i la seguretat internacionals.
Actuant sota el Capítol VII de la Carta de les Nacions Unides, el Consell va establir un Comitè del Consell de Seguretat per actualitzar les llistes de la Comissió anterior sobre persones o entitats connectades amb Saddam Hussein amb efecte immediat. Els actius iraquians ubicats a l'estranger serien transferits a un compte establert per l'Autoritat Provisional de la Coalició. Finalment, el nou mandat del nou comitè seria revisat i possiblement s'ampliaria per incloure el seguiment del compliment d'un embargament d'armes contra l'Iraq, a part d'armes i municions destinades a ser utilitzades per l'Autoritat Provisional de la Coalició.
Els representants de França, Alemanya, Mèxic i Rússia demanaven que el Comitè vigilés l'embargament d'armes contra l'Iraq, tot i que això no estava inclòs en l'esborrany final de la resolució. En cas d'absència, el representant francès va demanar que el seguiment fos dut a terme pel Consell de Seguretat.